# 坂本光一
坂本 光一（さかもと こういち、1953年10月5日 -）は、日本の小説家。本名は太田俊明。日本推理作家協会会員。

## 来歴・人物
千葉県松戸市生まれ。県立東葛飾高校を経て東京大学農学部卒業。在学中は同大学野球部に所属、ショートとして東京六大学野球で活躍。卒業後は三菱商事に勤務。1988年、高校野球をテーマとしたミステリ『白色の残像』で、初応募にして第34回江戸川乱歩賞を受賞した。
三菱商事ではユーラシア大陸16,000kmを横断するパリ-モスクワ-北京ラリーの社内プロジェクトに関わり、1992年の開催にこぎつけた。計画実現までの様々な苦労を、本名名義の著書『幻のラリー 復活への1000日』に記している。
その後小説執筆を中断していたが、2013年に東京メトロポリタンテレビジョンを定年退職したのを機に再開し、2016年に『姥捨て山繁盛記』で第8回日経小説大賞を受賞。本名名義にて再デビューをした。

## 著書
- 『白色の残像』講談社、1988年9月。ISBN 4-06-204118-9。
  - 文庫版: 『白色の残像』講談社〈講談社文庫〉、1991年7月。ISBN 978-4-06-184942-6。
  - 全集版: 『江戸川乱歩賞全集 17 白色の残像』講談社〈講談社文庫〉、2004年9月。ISBN 4-06-274854-1。
- 『ダブルトラップ』講談社、1989年7月。ISBN 4-06-204516-8。
  - 文庫版: 『二重の罠 ダブルトラップ』講談社〈講談社文庫〉、1992年10月。ISBN 978-4-06-185256-3。
- 『ヘッドハンター』日本経済新聞社〈日経エコノミステリー〉、1991年3月。ISBN 4-532-17003-6。
- 『五色の変化球』講談社、1992年9月。ISBN 4-06-205893-6。

### 太田俊明名義
- 『幻のラリー 復活への1000日』日本経済新聞社、1992年12月。ISBN 4-532-16078-2。
- 『姥捨て山繁盛記』日本経済新聞出版社、2017年2月。ISBN 978-4-532-17143-8。
- 『一身二生 吉宗の遺言』日本経済新聞出版社、2018年2月。ISBN 978-4-532-17145-2。
- 『沢村栄治 裏切られたエース』文藝春秋〈文春新書〉、2021年2月。ISBN 978-4-16-661300-7。

## 参考
- http://bookweb.kinokuniya.co.jp/htm/4062748541.html